# Oméga-6
Le groupe d'acides gras oméga-6, notés également ω6 (ou encore n-6) sont des acides gras polyinsaturés que l'on trouve dans la plupart des huiles végétales, graines et les céréales. On les retrouve dans les œufs ou certaines viandes en quantités variables selon l'alimentation des animaux. Ils sont également présents dans le lait humain.
Ces acides gras sont dits essentiels car ils sont nécessaires pour l'organisme, qui ne peut pas les synthétiser. Leurs besoins sont faibles et facilement remplis par une alimentation équilibrée. Aucune  maladie de carence n'a été observée, hors de cas de dénutrition très prolongés. Des doses excessives sont cependant à éviter, l'important étant le rapport oméga-6 sur oméga-3 ; un ratio compris entre 1 et 5 est conseillé ; l'alimentation occidentale (France et États-Unis) tend à inclure une trop grande proportion d'oméga-6,.

## Chimie

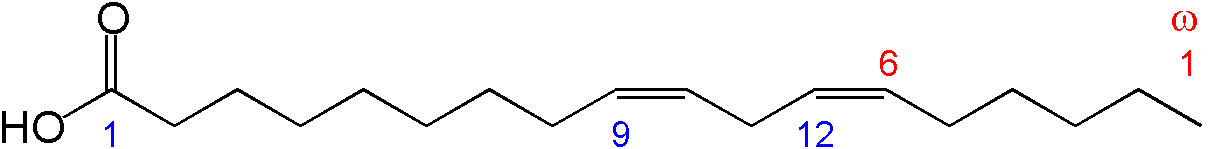
La structure moléculaire de l'acide linoléique, un oméga-6 courant qu'on trouve dans beaucoup d'huiles végétales.

Les lipides du groupe des oméga-6 sont des acides gras polyinsaturés. Le terme « oméga-6 » vient du fait que la double liaison de la chaîne carbonée de l'acide, en comptant depuis l'extrémité opposée au carboxyle, est située sur la sixième liaison carbone-carbone.
| Nom                        | Désignation biochimique | Désignation chimique                    |
| -------------------------- | ----------------------- | --------------------------------------- |
| acide linoléique           | 18:2 (n-6)              | acide octadécadiène-9,12-oïque          |
| acide γ-linolénique        | 18:3 (n-6)              | acide octadécatriène-6,9,12-oïque       |
| acide eicosadiénoïque      | 20:2 (n-6)              | acide eicosadiène-11,14-oïque           |
| Acide dihomo-γ-linolénique | 20:3 (n-6)              | acide eicosatriène-8,11,14-oïque        |
| acide arachidonique        | 20:4 (n-6)              | acide eicosatétraène-5,8,11,14-oïque    |
| acide docosadiénoïque      | 22:2 (n-6)              | acide docosadiène-13,16-oïque           |
| acide docosatétraénoïque   | 22:4 (n-6)              | acide docosatétraène-7,10,13,16-oïque   |
| acide docosapentaénoïque   | 22:5 (n-6)              | acide docosapentaène-4,7,10,13,16-oïque |

L'acide linoléique est le plus petit oméga-6, précurseur de la famille des oméga-6. Le terme « précurseur » signifie que les autres acides de la famille peuvent être synthétisés à partir de l'acide linoléique. Le corps humain peut ainsi métaboliser l'acide arachidonique (qui a un rôle physiologique important) si l'acide linoléique est suffisamment abondant dans l'alimentation.

## Rôles biologiques
Outre l'apport énergétique comme tout lipide, les oméga-6 servent également de précurseurs (en fait essentiellement l'acide arachidonique) d'un certain nombre de molécules comme la prostaglandine E2, la prostacycline, le thromboxane A2 ou le leucotriène B4. Ces molécules ont un rôle dans l'inflammation, sur le muscle lisse des vaisseaux sanguins (vasomotricité) ou sur l'agrégation des plaquettes intervenant dans la formation de caillot.

## Sources alimentaires
On les trouve principalement dans les huiles alimentaires. Les plus riches sont, par ordre décroissant : 
- l'acide linoléique se trouve dans l'huile de carthame, de pépins de raisin, de tournesol, de germe de blé, de maïs, de noix, de soja et, de façon générale, dans les huiles végétales[4]. L'huile de carthame en contient par exemple trois fois plus que l'huile d'arachide[5] ;
- l'acide arachidonique se trouve dans la chair d'animaux (les viandes) ;

## Effets sur la santé
On connaît le rôle bénéfique des gras polyinsaturés oméga-6 dans le traitement de l'hypercholestérolémie et celui des oméga-3 dans le fonctionnement du cerveau et celui du cœur,,,,.  Mais consommés de manière déséquilibrée, ils augmentent les facteurs favorisant l'obésité et peuvent avoir des conséquences graves, à long terme sur la santé humaine. Les recherches médicales ont confirmé l'hypothèse que des taux élevés d'oméga-6 par rapport au taux d'oméga-3 peuvent favoriser l'apparition de maladies, notamment cardio-vasculaires. 
Selon une étude menée dans les années 1980 comparant l'alimentation d'un européen à celle d'un Inuit montrait que les Européens, qui avaient une alimentation plus riche en viande et acides gras (polyinsaturés de type oméga-6) apportés par les huiles végétales, mouraient de maladies cardio-vasculaires plus facilement que les Inuits. À contrario, chez les Inuits, une part plus importante des décès par hémorragie a été observée du fait de leur alimentation plus riche en poisson (voir la partie se rapportant aux risques connus ou suspectés des oméga-3).
Selon une étude française de 2010, un excès chronique d'oméga-6 couplé à un déficit en oméga-3 favoriserait l'obésité de génération en génération. Quatre générations de souris ont été exposées à un régime alimentaire de type européen, caractérisé par un rapport de 1 oméga-3 pour 28 oméga-6. Ils ont observé une augmentation progressive de leur masse adipeuse sur plusieurs générations. Ils ont également constaté l'apparition de troubles métaboliques comme l'insulinorésistance, première étape vers le développement du diabète de type 2 et la stimulation de l'expression de gènes de nature inflammatoire impliqués dans l'obésité,. Ainsi, l'exposition à une alimentation rappelant celle des pays développés ou en voie de développement suffit à faire émerger une obésité transgénérationnelle, en accord avec les données collectées chez l'homme.
Selon une autre étude française, une alimentation trop riche en oméga-6 par rapport aux oméga-3 pendant la grossesse serait associée à de moindres capacités psychomotrices chez l'enfant.
En 2025, une étude américaine a mis en évidence que l'acide linoléique peut favoriser la croissance des cellules tumorales dans le cas du cancer du sein triple négatif, une forme particulièrement agressive de cette maladie. Cette conclusion repose notamment sur des expérimentations menées sur des souris, nourries avec un régime enrichi en acide linoléique, qui ont développé des tumeurs plus volumineuses. Ces résultats suggèrent qu'une consommation excessive d'oméga-6 pourrait avoir des effets néfastes dans certains contextes oncologiques.

## Apports recommandés
Les recommandations américaines préconisent que les oméga-6 constituent environ 10 % de l'apport énergétique total chez l'adulte. Les recommandations européennes fixent cette proportion entre 4 et 8 %. 
L'AFSSA préconise un rapport de 5 oméga-6 pour 1 oméga-3. Ce rapport est de 18 pour 1 en France et 40 pour 1 aux États-Unis, ce qui peut favoriser l'obésité.